# Travels into the Interior Parts of Africa
Travels into the Interior Parts of Africa es un libro con ilustraciones y descripciones botánicas que fue escrito por el explorador, coleccionista y ornitólogo francés François Levaillant y publicado en París en 2 volúmenes en los años 1790 con el nombre de Voyage de Monsieur Le Vaillant dans l'intérieur de l'Afrique.
En 1781 François Levaillant fue enviado por la Compañía Holandesa de las Indias Orientales a la Provincia del Cabo en Sudáfrica, donde estaría recogiendo especímenes hasta 1784. Estando allí hizo dos viajes, uno hacia el este desde el Cabo y otro al norte del río Orange en la zona del Namaqualand. A su regreso publicó Voyage dans l'intérieur de l'Afrique (1790, 2 vols.)